# Baylor College of Medicine
Pour les articles homonymes, voir Baylor.
Le Baylor College of Medicine, anciennement Baylor University College of Medicine, rassemble une faculté de médecine et un centre de recherches. Il est notamment connu pour avoir participé au projet Génome humain (Human Genome Project).
Il est situé dans le Texas Medical Center, à Houston.
Lié à l'université Baylor depuis 1903, il s'en est séparé en 1969 en changeant son nom, ce qui lui a permis d'obtenir des subventions fédérales.

## Personnalités notables
- Michael E. DeBakey, chirurgien cardiaque (1908-2008)
- Edith Irby Jones, cardiologue (1927-2019)